# آکاسیای فلبفیلا
آکاسیا فلبفیلا (نام علمی: Acacia phlebophylla) نام یک گونه از سرده آکاسیا است.